# Busway de Casablanca
Pour les articles homonymes, voir Busway.
Pour un article plus général, voir Casa Transport.
Le Busway de Casablanca est un réseau de bus à haut niveau de service desservant la ville de Casablanca au Maroc depuis le 1er mars 2024.
Le réseau est constitué de 2 lignes, la ligne  BW1  et la ligne  BW2 .

## Ligne BW1
Le nom des stations est provisoire, et est susceptible d'être modifié d'ici la mise en service.
|  |  |   | Stations       | Arrondissement        | Correspondances          |
|  |  | - | -------------- | --------------------- | ------------------------ |
|  |  | ■ | Omar Al Khiyam | Hay Hassani           | (station Laymoune)       |
|  |  | • | Sidi Maârouf   | Aïn Chock             |                          |
|  |  | • | Moustakbal     | Aïn Chock             |                          |
|  |  | • | CasaNearShore  | Aïn Chock             |                          |
|  |  | • | Californie     | Aïn Chock             |                          |
|  |  | • | Azzohour       | Aïn Chock             |                          |
|  |  | • | Taddart        | Aïn Chock             |                          |
|  |  | • | Hay Chrifa     | Aïn Chock             |                          |
|  |  | • | Ouled Haddou   | Aïn Chock             |                          |
|  |  | • | Inara          | Aïn Chock             |                          |
|  |  | • | Taza           | Aïn Chock             |                          |
|  |  | • | Sefrou         | Aïn Chock             |                          |
|  |  | • | Al Qods        | Aïn Chock, Ben M'Sick | (station Bd Mohammed VI) |
|  |  | • | Amgala         | Aïn Chock, Sbata      |                          |
|  |  | • | Jardin Sunday  | Sbata                 |                          |
|  |  | • | Lahrizi        | Sbata                 |                          |
|  |  | • | Al Joulane     | Sbata                 |                          |
|  |  | • | Stade Tissima  | Sbata                 |                          |
|  |  | • | Sbata          | Sbata                 |                          |
|  |  | ■ | Salmia 2       | Sbata                 |                          |

## Ligne BW2
Le nom des stations est provisoire, et est susceptible d'être modifié d'ici la mise en service.
|  |  |   | Stations           | Arrondissement ou Commune | Correspondances               |
|  |  | - | ------------------ | ------------------------- | ----------------------------- |
|  |  | ■ | Oulmès             | Mâarif                    |                               |
|  |  | • | Yaacoub El Mansour | Mâarif                    |                               |
|  |  | • | CIL                | Mâarif                    |                               |
|  |  | • | Aéropostale        | Hay Hassani               | (station Abdellah Ben Cherif) |
|  |  | • | Les Musées         | Hay Hassani               |                               |
|  |  | • | Oued Oum Rabia     | Hay Hassani               |                               |
|  |  | • | Oued Laou          | Hay Hassani               |                               |
|  |  | • | Oued Beht          | Hay Hassani               |                               |
|  |  | • | Moulouya           | Hay Hassani               |                               |
|  |  | • | Haj Fateh          | Hay Hassani               |                               |
|  |  | • | Essafa             | Hay Hassani               |                               |
|  |  | • | Moulay Touhami     | Hay Hassani               |                               |
|  |  | • | Abouab Oulfa       | Hay Hassani               |                               |
|  |  | • | La Rocade          | Dar Bouazza               |                               |
|  |  | • | La Perception      | Dar Bouazza               |                               |
|  |  | • | Jardins d'Errahma  | Dar Bouazza               |                               |
|  |  | • | Errahma            | Dar Bouazza               |                               |
|  |  | • | Oued Sebou         | Dar Bouazza               |                               |

### Extension de la ligne
Une extension de la ligne  BW2  était en construction au-delà d'Errahma pour rejoindre la commune rurale d'Ouled Azzouz. L'appel d'offre relatif à la réalisation de ce projet de prolongement a été lancé en janvier 2022. L'extension a été ouverte en même temps que le réseau de Busway.
Cette extension, de 2,5 km, comporte 4 stations, qui sont les suivantes.
|  |  |   | Stations     | Arrondissement ou Commune | Correspondances |
|  |  | - | ------------ | ------------------------- | --------------- |
|  |  | • | Les Ecoles   | Dar Bouazza               |                 |
|  |  | • | Ouled Ahmed  | Dar Bouazza               |                 |
|  |  | • | La Ferme     | Dar Bouazza               |                 |
|  |  | ■ | Oulad Azzouz | Oulad Azzouz              |                 |

## Tarification
Au mois de Juin 2024, la tarification est de 8 DH le ticket et de 14 DH les 2 tickets. Ces tickets sont également utilisables avec le réseau de Tramway en correspondance et d'une durée de 1h après validation.
Il est possible d'acheter un ticket sur des bornes situées à chaque station et une carte d'abonnement (hebdomadaire à 60 DH, mensuel à 230 DH et étudiant à 150 DH) en agence. Bien qu'encore peu répandu, il est possible d'acheter un titre rechargeable à la place d'un titre jetable ce qui offre une réduction de 2 DH pour chaque trajet (6 DH au lieu de 8).
La différence de tarification entre le réseau Casabusway/Casatramway et les bus "classiques" opérés pas Alsa, ne permet pas pour l'instant d'avoir une uniformité avec un abonnement recouvrant tout le réseau de transport casawi.